# Tomentaurum
Tomentaurum là một chi thực vật có hoa trong họ Cúc (Asteraceae).

## Loài
Chi Tomentaurum gồm các loài: